# Kombóti
Kombóti, en grec moderne : Κομπότι, est un village et un ancien dème du district régional d'Árta, en Épire, Grèce. En 2010, il est fusionné au sein du dème de Nikólaos Skoufás.
Selon le recensement de 2011, la population du dème compte 2 542 habitants tandis que celle du village s'élève à 1 544 habitants.

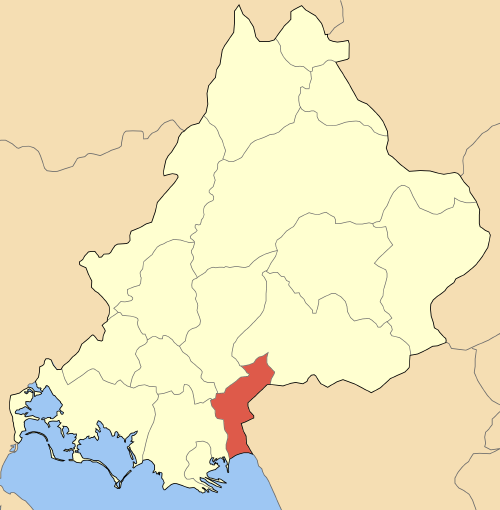
Situation géographique du dème au sein du district régional d'Árta.